# Ian Matos
Ian Carlos Gonçalves de Matos (Muaná, 24 de abril de 1989 – Rio de Janeiro, 21 de dezembro de 2021) foi um atleta brasileiro de saltos ornamentais. Integrou a delegação nacional que disputou os Jogos Olímpicos de Verão de 2016  no Rio de Janeiro. Participou dos Jogos Pan-Americanos de 2011, Jogos Pan-Americanos de 2015, Jogos Pan-Americanos de 2019.

## Carreira
Ian Matos é atleta integrante da Seleção Brasileira de Saltos Ornamentais, sua especialidade é o trampolim de três metros. Começou a destacar-se ainda na categoria juvenil quando participou do Campeonato Pan-americano Junior em 2003 e o Campeonato Mundial Juvenil em 2004, ambos realizados em Belém. Visando desenvolver seu potencial, mudou para Brasília no final de 2007 para treinar junto do técnico da seleção Ricardo Moreira e os atletas olímpicos César Castro e Hugo Parisi. Em 2010 participou dos Jogos Sul-americanos na Colômbia onde conquistou três medalhas de bronze. Em 2011 participou dos Jogos Pan-americanos de Guadalajara onde ficou em quarto lugar no trampolim de 3 metros, sincronizado com César Castro. Em 2012 obteve uma medalha inédita de bronze na etapa dos EUA do circuito mundial de saltos ornamentais ,junto com o atleta Luiz Felipe Outerelo. Em 2014 passou por mais uma mudança, deixando Brasília e indo para o Rio de Janeiro para treinar no Fluminense Football Club com a técnica da seleção Andréia Boheme, foi terceiro lugar no trampolim de três metros em um Campeonato Panamericano realizado na Cidade do México. Em 2015 foi 13.º Lugar na prova do trampolim de três metros sincronizado no Campeonato Mundial de Desportos Aquáticos realizado em Kazan na Rússia e em quarto Lugar no trampolim de 3 metros sincronizado nos Jogos Panamericanos de Toronto. Em 2016 integrou a delegação de atletas que competiu nos Jogos Olímpicos do Rio ficando em oitavo lugar no trampolim de 3 metros. Em 2017, participou do Mundial de Desportos Aquáticos em Budapeste Em 2018 ganhou três medalhas no Campeonato Sul-americano de Desportos Aquáticos em Lima no Peru. Em 2019 participou dos Jogos Panamericanos de Lima.

## Vida pessoal
Em janeiro de 2014, em uma entrevista com o jornal Correio Braziliense, Ian Matos afirmou publicamente ser homossexual. Ele ressaltou que havia sido inspirado pela revelação feita pelo saltador britânico Tom Daley em dezembro de 2013.

## Morte
Matos morreu em 21 de dezembro de 2021 na Casa de Saúde São Bento no Rio de Janeiro, aos 32 anos de idade, de infecção pulmonar.